# Siikajoki
Siikajoki este o comună din Finlanda.